# رمیله (استان خنشله)
رمیله (به عربی: الرمیلة) یک شهرداری در الجزایر است که در استان خنشله واقع شده‌است. رمیله ۵٬۷۴۰ نفر جمعیت دارد.